# Mątki (Jonkowo)
Mątki (deutsch Mondtken) ist ein Ort in der polnischen Woiwodschaft Ermland-Masuren. Er gehört zur Gmina Jonkowo (Landgemeinde Jonkendorf) im Powiat Olsztyński (Kreis Allenstein).

## Geographische Lage
Mątki liegt im Westen der Woiwodschaft Ermland-Masuren, zehn Kilometer westlich der Kreis- und Woiwodschaftshauptstadt Olsztyn (deutsch Allenstein).

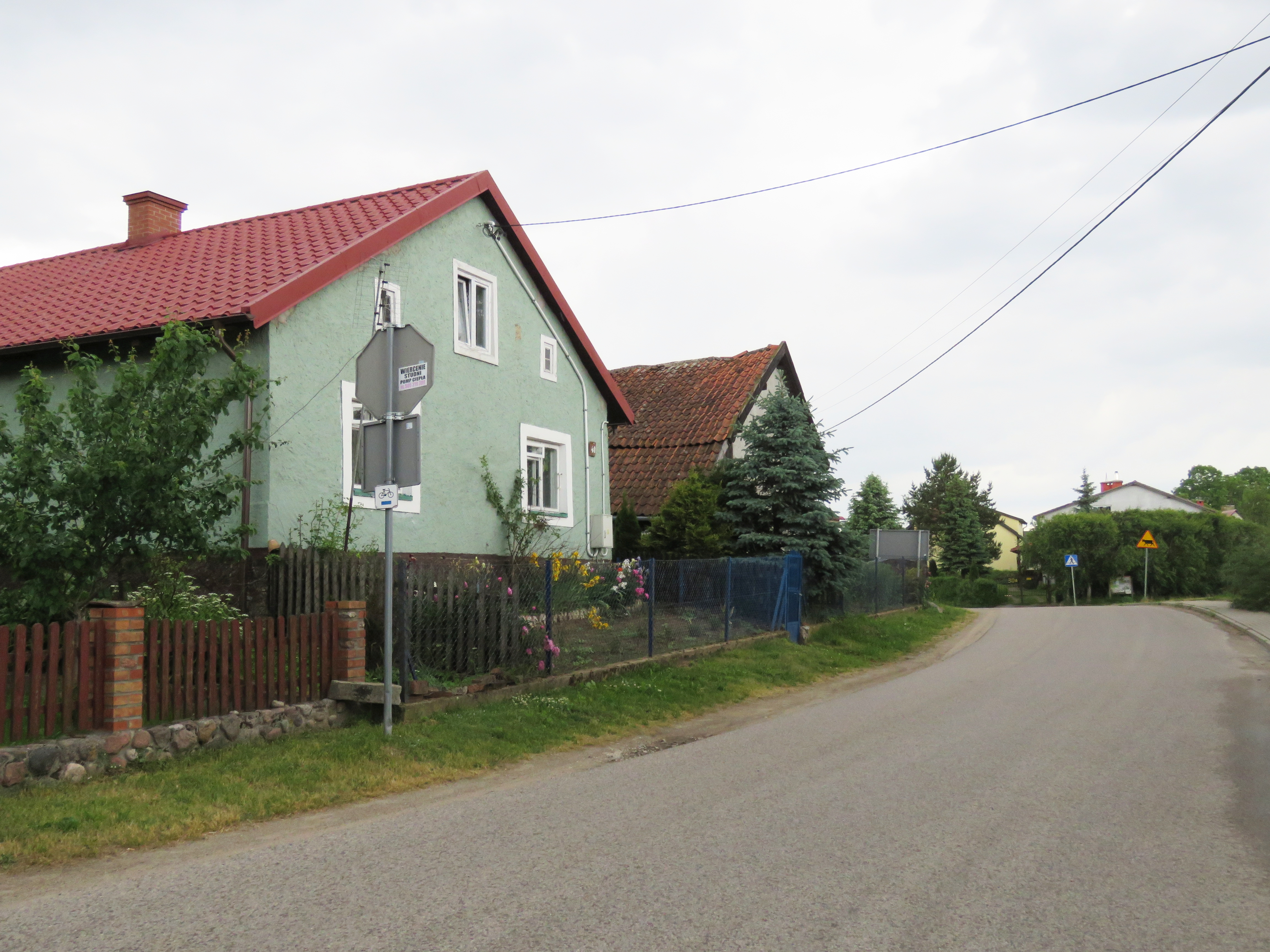
Dorfpartie

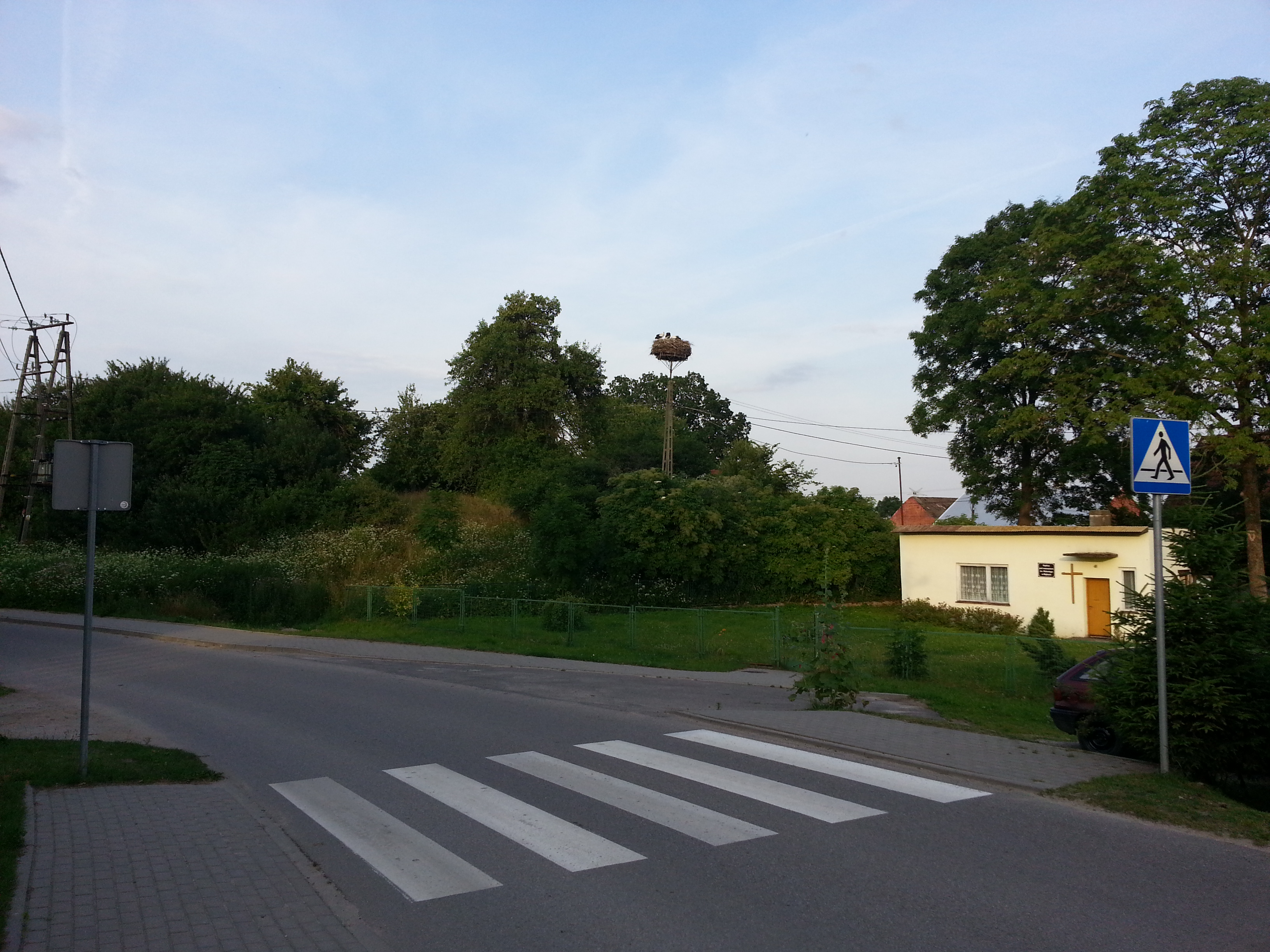
Dorfidyll mit Storchennest

|  |

## Geschichte
Das seinerzeit Hohenfeld und vor 1785 Mondtkendorf sowie Mondticken und nach 1785 Montken genannte Dorf entstand im Jahre 1352 in der Landschaft Gudikus. Im Jahre 1820 wurde es als königliches Bauerndorf mit 30 Feuerstellen bei 236 Einwohnern erwähnt.
Zwischen 1874 und 1945 war Mondtken Teil des Amtsbezirks Jonkendorf (polnisch Jonkowo) im ostpreußischen Kreis Allenstein.
625 Einwohner waren im Jahre 1910 in Mondtken gemeldet. Ihre Zahl belief sich 1933 auf 574 und 1939 auf 544.
In Kriegsfolge kam 1945 das gesamte südliche Ostpreußen zu Polen, Mondtken erhielt die polnische Namensform „Mątki“ und ist heute eine Ortschaft innerhalb der Landgemeinde Jonkowo (Jonkendorf) im Powiat Olsztyński (Kreis Allenstein), von 1975 bis 1998 der Woiwodschaft Olsztyn, seither der Woiwodschaft Ermland-Masuren zugehörig. Im Jahre 2021 zählte Mątki 459 Einwohner.

## Kirche
Bis 1945 war Mondtken in die römisch-katholische Kirche Jonkendorf im Bistum Ermland eingepfarrt. Zu dieser Kirche im nun „Jonkowo“ genannten Dorf gehört heute auch Mątki, jetzt allerdings dem Erzbistum Ermland zugeordnet.
Außerdem war Mondtken vor 1945 in die evangelische Kirche Allenstein in der [Kirchenprovinz Ostpreußen] der Kirche der Altpreußischen Union eingegliedert. Zu dieser jetzt Christus-Erlöser-Kirche genannten Kirchengemeinde gehört Mątki jetzt, ist nun aber der Diözese Masuren der Evangelisch-Augsburgischen Kirche in Polen zugehörig.

## Verkehr

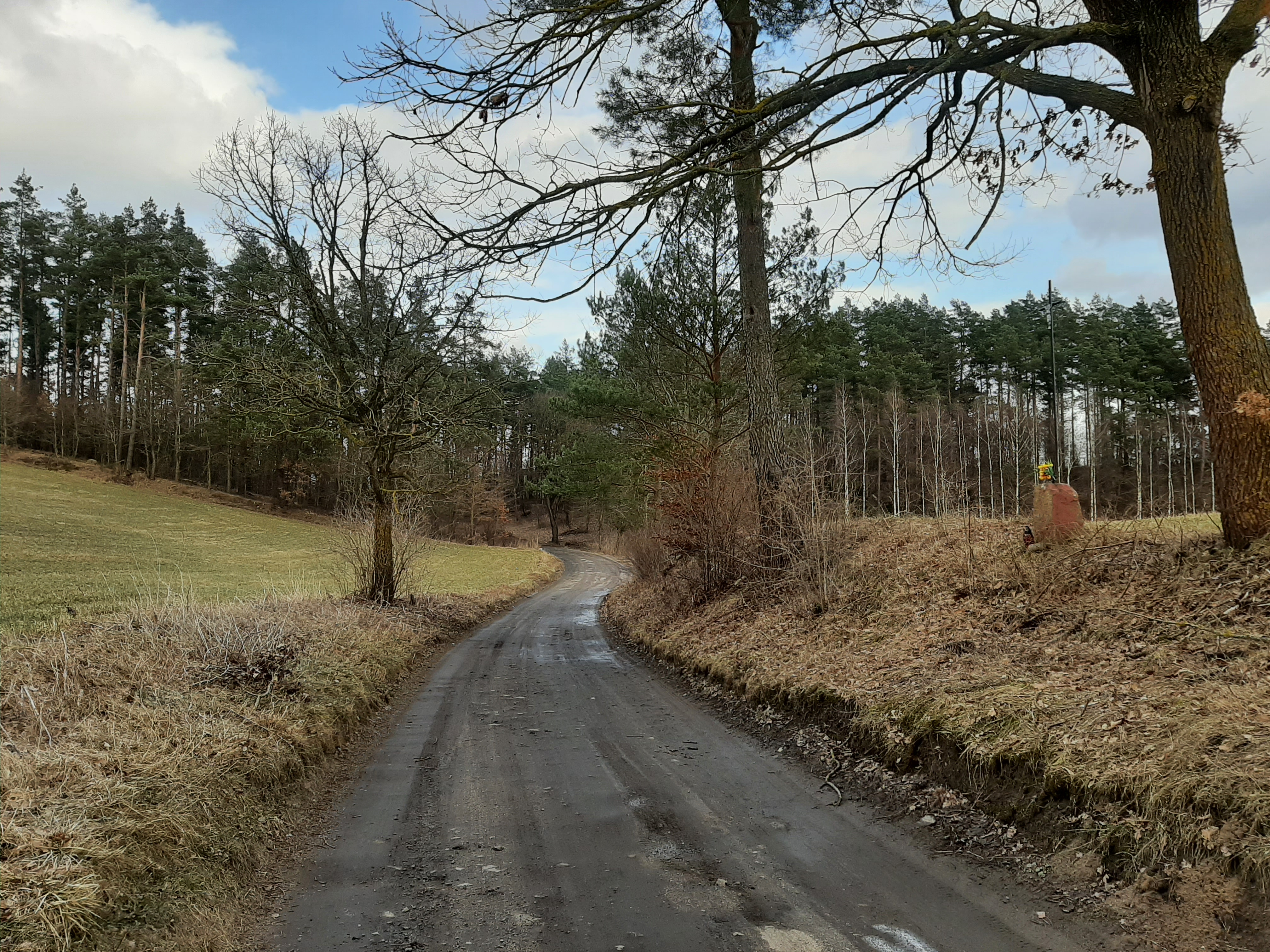
Die Straße nach Kajny

### Straße
Durch Mątki verläuft die Kreisstraße (polnisch Droga powiatowa, DP) von Barkweda (Bergfriede) über Jonkowo (Jonkendorf) nach Stękiny (Stenkienen). Auch führt eine Nebenstraße von Łomy (Steinberg) nach Wilimowo (Wilhelmsthal) durch den Ort, in dem außerdem eine Straße von Kajny (Kainen) endet.

### Schiene
Östlich und südlich von Mątki verläuft je eine Bahnstrecke. Doch verfügt der Ort selbst nicht über eine Bahnstation.